# Того на летних Олимпийских играх 2012
Того на летних Олимпийских играх 2012 будет представлена в 5 видах спорта.

## Результаты соревнований

### Лёгкая атлетика
Спортсменов — 2
Мужчины
| Дисциплина        | Спортсмен         | Предварительный раунд | Предварительный раунд | Четвертьфиналы       | Четвертьфиналы       | Полуфиналы           | Полуфиналы           | Финал                | Финал                |
| Дисциплина        | Спортсмен         | Результат             | Место                 | Результат            | Место                | Результат            | Место                | Результат            | Место                |
| ----------------- | ----------------- | --------------------- | --------------------- | -------------------- | -------------------- | -------------------- | -------------------- | -------------------- | -------------------- |
| 400 м с барьерами | Ланкатиен Ламбони | дисквалификация       | дисквалификация       | Закончил выступление | Закончил выступление | Закончил выступление | Закончил выступление | Закончил выступление | Закончил выступление |

Женщины
| Дисциплина | Спортсмен  | Предварительный раунд | Предварительный раунд | Четвертьфиналы | Четвертьфиналы | Полуфиналы            | Полуфиналы            | Финал                 | Финал                 |
| Дисциплина | Спортсмен  | Результат             | Место                 | Результат      | Место          | Результат             | Место                 | Результат             | Место                 |
| ---------- | ---------- | --------------------- | --------------------- | -------------- | -------------- | --------------------- | --------------------- | --------------------- | --------------------- |
| 100 м      | Бамаб Напо | 12.24                 | 3                     | 12.35          | 8              | Закончила выступление | Закончила выступление | Закончила выступление | Закончила выступление |

### Гребля на байдарках и каноэ
Спортсменов — 1

#### Гребной слалом
Мужчины
| Соревнование | Спортсмены       | Предварительный этап | Предварительный этап | Предварительный этап | Предварительный этап | Предварительный этап | Предварительный этап | Предварительный этап | Полуфинал | Полуфинал | Полуфинал | Полуфинал | Финал  | Финал | Финал  | Финал |
| Соревнование | Спортсмены       | 1 попытка            | 1 попытка            | 1 попытка            | 2 попытка            | 2 попытка            | 2 попытка            | Место                | Полуфинал | Полуфинал | Полуфинал | Полуфинал | Финал  | Финал | Финал  | Финал |
| Соревнование | Спортсмены       | Время                | Штраф                | Итог                 | Время                | Штраф                | Итог                 | Место                | Время     | Штраф     | Итог      | Место     | Время  | Штраф | Итог   | Место |
| ------------ | ---------------- | -------------------- | -------------------- | -------------------- | -------------------- | -------------------- | -------------------- | -------------------- | --------- | --------- | --------- | --------- | ------ | ----- | ------ | ----- |
| Б-1          | Бенжамен Букпети | 95,28                | 0                    | 95,28                | 90,52                | 0                    | 90,52                | 14                   | 98,13     | 0         | 98,13     | 6         | 100,23 | 54    | 154,23 | 10    |

### Плавание
Спортсменов — 1
В следующий раунд на каждой дистанции проходят лучшие спортсмены по времени, независимо от места занятого в своём заплыве.
Женщины
| 50 м вольный стиль | Адзо Кпосси | 37,55 | 71 | Закончил выступление | Закончил выступление | Закончил выступление | Закончил выступление | Закончил выступление | Закончил выступление |

### Дзюдо
Мужчины
| Соревнование | Спортсмен           | 1/32               | 1/16               | 1/8                  | Четвертьфиналы       | Полуфиналы           | Финал                | Утешительный полуфинал | Финал За 3 место     |
| Соревнование | Спортсмен           | Соперник Результат | Соперник Результат | Соперник Результат   | Соперник Результат   | Соперник Результат   | Соперник Результат   | Соперник Результат     | Соперник Результат   |
| ------------ | ------------------- | ------------------ | ------------------ | -------------------- | -------------------- | -------------------- | -------------------- | ---------------------- | -------------------- |
| до 81 кг     | Коуами Саша Денанёх |                    | Ислам Бозбаев 20-0 | Закончил выступление | Закончил выступление | Закончил выступление | Закончил выступление | Закончил выступление   | Закончил выступление |

### Настольный теннис
Спортсменов — 1
Соревнования по настольному теннису проходили по системе плей-офф. Каждый матч продолжался до тех пор, пока один из теннисистов не выигрывал 4 партии. Сильнейшие 16 спортсменов начинали соревнования с третьего раунда, следующие 16 по рейтингу стартовали со второго раунда. 
Мужчины
| Соревнование     | Спортсмены             | Квалификация                  | Первый раунд         | Второй раунд         | Третий раунд         | 1/8 финала           | Четвертьфинал        | Полуфинал            | Финал                | Место |
| Соревнование     | Спортсмены             | Соперник Результат            | Соперник Результат   | Соперник Результат   | Соперник Результат   | Соперник Результат   | Соперник Результат   | Соперник Результат   | Соперник Результат   | Место |
| ---------------- | ---------------------- | ----------------------------- | -------------------- | -------------------- | -------------------- | -------------------- | -------------------- | -------------------- | -------------------- | ----- |
| Одиночный разряд | Мавусси Агбетогло (68) | Джастин Хань (AUS) (64) П 2:4 | Завершил выступление | Завершил выступление | Завершил выступление | Завершил выступление | Завершил выступление | Завершил выступление | Завершил выступление | 65    |